# Sonix
 (janvier 2023).
Si vous disposez d'ouvrages ou d'articles de référence ou si vous connaissez des sites web de qualité traitant du thème abordé ici, merci de compléter l'article en donnant les références utiles à sa vérifiabilité et en les liant à la section « Notes et références ».
Albums de Peter Hammill
X my Heart
(1996) Everyone You Hold
(1997)
Sonix est le vingt-troisième album de Peter Hammill, sorti en 1996. Comme Loops and Reels, du point de vue de l'artiste, cet album est une production en parallèle au reste de son œuvre.

## Liste des titres
1. Emmene-Moi Bare Theme
2. A Walk in the Dark
3. In the Polish House
4. Dark Matter
5. Hospital Silence
6. Exercise for Louis
7. Labyrinthine Dreams
8. Emmene-Moi Full Theme